# Willi Herzig
Willi Herzig (geboren 1949) ist ein Schweizer Journalist. 
Herzig studierte Politikwissenschaft und Geschichte an der Universität Genf und schloss 1973 mit dem Lizenziat ab. Anschliessend arbeitete er in den Auslandredaktionen der Appenzeller Zeitung, des Badener Tagblatts, der Luzerner Neusten Nachrichten und der Basler Zeitung. Von 1989 bis 2009 war er Leiter des Ressorts International der Basler Zeitung. Er ist bekannt für seine Berichte über den Nahostkonflikt.

## Publikationen
- La Crise du textile en Appenzell, Rhodes-Extérieures, et les mesures cantonales prises. Lizenziatsarbeit, Universität Genf, 1973. Microfichenausgabe: Hachette, Paris 1975.